# Mauer 1

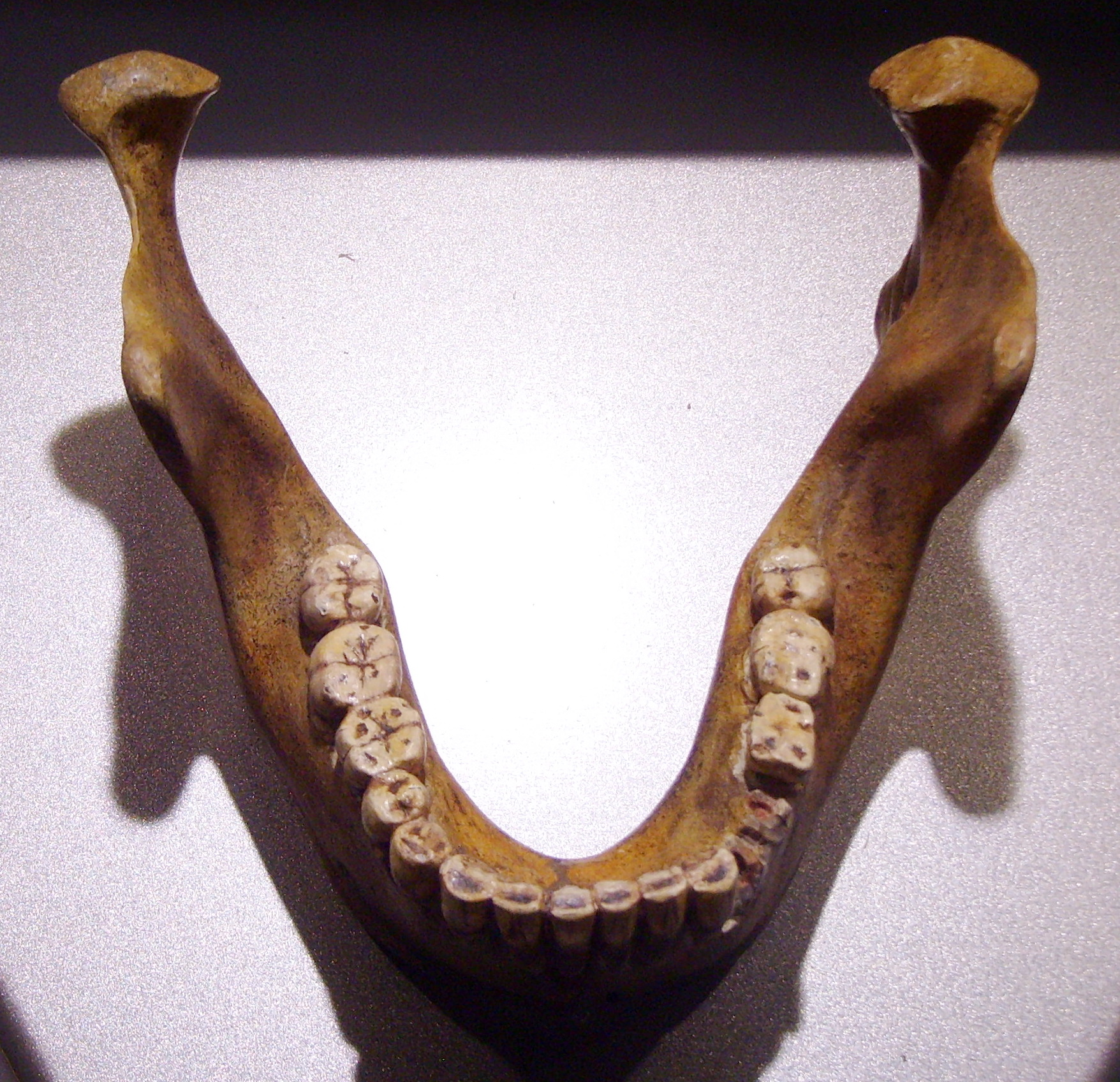
Replika čelisti

Mauer 1 nebo Mauer-1 (synonyma viz níže) je nález lidské čelisti z lokality Mauer poblíž Heidelbergu z roku 1907, starý 609 000 let. Je to typový nález druhu Homo heidelbergensis a (podle nového datování z roku 2010) nejstarší nález rodu Homo ze severní a střední Evropy.

## Synonyma
Česká synonyma jsou: mauerská čelist, heidelberské čelist, mauerská čelist, dolní/spodní čelist z Mauer, mauerský člověk, Homo heidelbergensis, Heidelberský člověk, Heidelberský opočlovek, homo heidelbergensis.
Latinské názvy jsou: Homo heidelbergensis, Homo sapiens heidelbergensis, Homo erectus heidelbergensis, starší: Pithecanthropus heidelbergensis, Palaeanthropus heidelbergensis, Pseudhomo heidelbergensis, Protanthropus heidelbergensis, Praehomo heidelbergensis, Praehomo europaeus, Anthropus heidelbergensis, Europanthropus heidelbergensis, Euranthropus sp., Maueranthropus heidelbergensis.

## Charakteristika
Nález objevil W. D. Hartmann (resp. místní pracovníci) 21. října 1907 a vědecky ho popsal O. Schoetensack v roce 1908 jako "Homo heidelbergensis". Nález se uskutečnil v pískovně obce Mauer (v jámě Grafenrein 900 m od Mauer), která leží u města Heidelberg v Německu, v hloubce 24 m v pískových usazeninách. Je to mohutná (vysoká a silná) čelist bez bradového výběžku dospělého jedince, pravděpodobně muže. U čelisti se nacházely jednoduché kamenné sekáče a kostěné nástroje. Čelist vykazuje archaické znaky (např. robustnost, široká ramena) i pokročilé vlastnosti (např. malé rozměry sáňky, moderní tvar zubů – parabolický oblouk, bez diastema, malá třetí stolička apod.). Drsné části poukazují na silné žvýkací svalstvo. Jednotlivec, jemuž čelist patřila, měl asi masivní tvář se širokými jařmovými oblouky.
Podrobný popis nálezu poskytuje Schoetensack 1908 a článek Mounier 2009.

## Zařazení
Původně se zařazoval jako (víceméně) jediný nález samostatného druhu Homo heidelbergensis či tzv. heidelberské rasy. Pro mnohé autory nešlo o příslušníka rodu Homo a zařazovali ho do rodu Pithecanthropus (opočlovek) či jako nový rod Maueranthropus atd. (viz nadpis Synonyma). Ještě v letech 1955 a 1964 Le Gros Clark uvádí, že podle něj není jisté, zda nález vůbec patří do rodu Homo. Později (poprvé již u Hrdličky v roce 1927) se nález zařazoval pod Homo erectus (často v rámci poddruhu Homo erectus heidelbergensis) nebo pod Homo sapiens (často v rámci poddruhu Homo sapiens heidelbergensis). Zařazoval se i jako raný preneandertálec.
Nejnovější se nejčastěji řadí do samostatného druhu Homo heidelbergensis v širším smyslu (tak jak ho uvádí např. Rightmire v roce 1995), ale někteří (např. Hublin v roce 1998) jej zařazují pod Homo neanderthalensis nebo ho považují za Incertae Sedis (např. Hublin v roce 2009).

## Datování
Podle přesného datování studie Wagner et al. 2010 je nález starý 609 000 +/- 40 000 BP. Starší se udával věk 550 000 BP (), 700 000 BP (), 700 – 500 000 BP (), 300 – 250 000 BP (McKee 2005), 500 000 BP (,), 500 – 400 000 BP (Thurzo 1998), 650 000 – 450 000 (Wood 2011) či 650 000 BP (Encyklopedie archeologie 1985), přičemž ale většina zdrojů udávala, že datování je nejisté.